# Hoya coronaria
Hoya coronaria ist eine Pflanzenart der Gattung der Wachsblumen (Hoya) aus der Unterfamilie der Seidenpflanzengewächse (Asclepiadoideae). Sie ist in Südostasien beheimatet.

## Merkmale
Hoya coronaria ist eine terrestrische, epiphytische oder halbepiphytische, kletternde Pflanze mit bis über 20 m langen, sich sehr wenig verzweigenden Trieben. Die dicht beblätterten Triebe sind flaumig oder borstig behaart. Die gegenständigen Blätter sind gestielt, die Blattstiele sind 1 bis 4 cm lang und flaumig behaart. Die dicken, ledrigen Blattspreiten sind elliptisch bis länglich, 7 bis 11 cm lang (selten auch bis 20 cm), und 3 bis 5 cm breit (selten auch bis 7,5 cm). Die Basis ist stumpf-gerundet, der Apex kurz zipfelig. Ober- und Unterseiten der Spreiten sind behaart. In direktem Licht können die Blätter eine rötliche Farbe annehmen. Die gefiederte Blattaderung ist etwas eingetieft. Die Mittelrippe ist deutlich ausgebildet, während die seitlichen Adern weniger deutlich zu erkennen sind. Auf der Unterseite tritt die Mittelrippe als Längsrücken hervor, auf der Oberseite ist die Mittelrippe rinnig vertieft.
Der doldenförmige, konvex gewölbte Blütenstand hat einen Durchmesser von 4 bis 6 cm und hängt nach unten. Er enthält 5 bis 10 Einzelblüten. Der flaumig behaarte Blütenstandsstiel ist 1 bis 3 cm lang und trägt nur ein- oder zweimal Blüten und fällt dann ab. Die farblich variable Blütenkrone hat einen Durchmesser von 2,5 bis 3,5 cm. Die Kronblätter sind innen kahl und außen flaumig behaart; die Ränder tragen Zilien. Sie sind weißlich bis cremeweiß, gelblich-weiß bis grünlich oder cremefarben bis purpurrot. Die Kronblattzipfel sind dreieckig-eiförmig, und fast sternförmig ausgebreitet. In manchen Klonen sind die Kronblattzipfel oder auch nur die Spitzen etwas nach oben gebogen sein, sodass die Blüte leicht glocken- oder tassenförmig wird. Die Ränder der Kronblattzipfel können etwas umgebogen sein. Die verkehrt-eiförmigen Zipfel der Nebenkrone sind ebenfalls sternförmig ausgebreitet. Die inneren Fortsätze sind spitz, die äußeren Fortsätze sind gerundet und können auch leicht aufsteigen. Die Blüten verströmen einen schwachen Duft während der Nacht.
Die Pollinien sind gerundet-halbmondförmig, 1000 µm lang und max. 300 µm breit. Sie haben keine Flügel i.e, durchscheinende äußere Ränder. Das Corpusculum ist birnenförmig und mit 1000 µm sehr lang und mit 430 µm auch sehr breit. Die breiteste Stelle ist nahe dem oberen Ende. Die sehr langen Caudiculae setzen unterhalb der breitesten Stelle am Corpusculum an. Sie bestehen aus zwei dunklen Elementen und sind geflügelt.
Die Früchte sind bananenförmig gekrümmt 15 bis 22 cm lang und 4 bis 6 cm dick. Die Oberfläche ist dünn flaumig behaart. Eine dick schwammförmige Masse umgibt die Samen im Inneren.

## Ähnliche Arten
Ähnliche Pollinarien wurden auch bei Hoya ciliata beobachtet. Sie unterscheidet sich aber in der Blütenform.

## Geographische Verbreitung und Habitat
Das Verbreitungsgebiet der Art erstreckt sich von Südthailand, über die die malaiische Halbinsel, Singapur, Borneo, Sumatra, Sulawesi, die Philippinen, Papua-Neuguinea bis nach Nordaustralien. Die Art kommt dort hauptsächlich in Tieflandregenwäldern vor, und steigt im Hügel- und Bergland bis auf 1.000 m über Meereshöhe an. Die Art wächst terrestrisch in der Krautschicht, kann aber auch in Bäume und Büsche klettern.

## Taxonomie
Das Taxon wurde 1826 von Carl Ludwig Blume erstmals beschrieben. Kleijn und Donkelaar bestimmten einen Herbarbeleg (L898.168-121) im Museum Naturalis in Leiden (Niederlande) zum Lectotypus. Die Typlokalität ist die Insel Java (Indonesien), ohne nähere Angaben. Die Datenbank Plants of the World online akzeptiert Hoya coronaria als gültiges Taxon.
David Kleijn und Ruurd van Donkelaar fassten Hoya coronaria und Hoya sussuela als Synonyme auf. Heute werden die beiden Taxa wieder als eigenständige Arten akzeptiert.
Synonyme von Hoya coronaria sind: Eriostemma obtusifolioides Gilding & T.Green, Eriostemma coronaria (Blume) Kloppenb. & Gilding und Hoya velutina Wight.